# Моргачов Микита Андрійович
Микита Андрійович Моргачов (рос. Никита Андреевич Моргачёв, нар. 3 травня 1981) — російський весляр. 

## Життєпис
На змаганні з Парних четвірок 2007 року він виграв європейський кубок та посів 7-8 місце на Олімпійських іграх 2008 та 2012 років. Його було дискваліфіковано з Ігор 2016 року після того, як його товариш по команді Сергій Федоровцев не пройшов тест на допінг. Моргачов виграв ще дві медалі на чемпіонатах Європи 2014—2015 років. 
2021 року Моргачова та Павла Соріна було виключено зі складу РФ на Олімпійські ігри 2020 року після невдалого тесту на допінг.